# Duho-dong
Duho-dong (koreanska: 두호동) är en stadsdel i staden Pohang i provinsen Norra Gyeongsang i den östra delen av Sydkorea, 270 km sydost om huvudstaden Seoul. Den ligger i det norra stadsdistriktet, Buk-gu.